# 帕焦德
帕焦德，是匈牙利索博尔奇-索特马尔-贝拉格州所辖的一个村。总面积9.05平方公里，总人口661，人口密度73.0人/平方公里（2011年1月1日）。